# ماليكوندا بامبارا
ماليكوندا بامبارا هي قرية يبلغ عدد سكانها 1.555 نسمة  وتقع في مركز ميبور، منطقة ثييس غرب السنغال، وتقع على بعد حوالى 85 كم من عاصمة السنغال دكار. تكونت هذه القرية عام 1902 عن طريق مهاجرين من مالى آتوا للبحث عن أراضي صالحة للزراعة، ولكن اليوم تضم هذه القرية في سكانها البامبريين الاصليين، وقبيلة السننكى، والولوف. تتميز ماليكوندا بامبارا بكونها أول قرية في السنغال تتخلى عن ممارسة تقليد ختان الاناث علناً.

## الإعلان
في 31 يوليو 1997، قررت نساء ماليكوندا بامبارا الإعلان عن قرارهن بالتخلي عن ختان الإناث (FGC) للعالم. انضم إليهم 20 صحفياً سنغالياً بالإضافة إلى ممثلين عن وزارات الصحة والأسرة والعمل الاجتماعي والتضامن الوطني لمشاهدة أول إعلان علني ينهي ممارسة ختان الإناث. يُعتقد أن ختان الإناث نشأ في مصر منذ أكثر من 2000 عام، ويمارس اليوم في 28 دولة أفريقية على الأقل. يعتبر تشويه الأعضاء التناسلية الأنثوية أحد المعايير الاجتماعية في ممارسة الثقافات، ويتم استبعاد النساء الغير مختونة اللائي يأتين من قرية يمارس الختان في مجموعتها الاجتماعية وعائلتها وأصدقائها ويصعب عليها العثور على زوج. تتم العملية الفعلية عادة من قبل امرأة معيّنة في المجتمع بناءً على طلب من الأم أو جدة الفتاة التي ستخضع للإجراء.
كان وقف تشويه الأعضاء التناسلية الأنثوية هدفًا للمنظمات غير الحكومية المحلية والدولية المختلفة منذ سبعينيات القرن الماضي، عندما تمت صياغة مصطلح تشويه الأعضاء التناسلية الأنثوية وفقًا لمنظمة الصحة العالمية من أجل إقامة «تمييز لغوي واضح عن ختان الذكور» بالإضافة إلى تأكيد خطورة وأثر هذا الفعل. يفضل مصطلح«ختان الإناث» عمومًا بين الوكالات التي تعمل على إنهاء هذه الممارسة. تفضل المنظمات غير الحكومية التي تعمل على إنهاء تشويه الأعضاء التناسلية الأنثوية في السنغال وأماكن أخرى في إفريقيا عمومًا استخدام مصطلح ختان الإناث في محاولة لتوصيل الاحترام للثقافة التقليدية وتجنب إضفاء التشويه على الممارسين وكذلك النساء اللائي تعرضن للإجراء.
توصلت نساء ماليكوندا بامبرا إلى قرارهن أثناء مشاركتهن في برنامج تمكين المجتمع (CEP) التابع للمنظمة غير الحكومية الدولية توستان، ومقرها في داكار. في الواقع، لا يأخذ برنامج توستان الشمولي التخلي عن تشويه الأعضاء التناسلية الأنثوية كهدف رئيسي له؛ تم إصدار إعلان ماليكوندا بامبرا بالكامل بناءً على إرادة أعضاء المجتمع - بدعم من المجتمع الأوسع - بعد جلسات تغطي حقوق الإنسان والصحة والنظافة.

### تأثير توستان
بعد العديد من الدورات التي تتناول حقوق الإنسان وحقوق المرأة، بدأت الميسِّرة نديي ماغيت ديوب في الجلسة 14 من الوحدة 7 من برنامج تكمين المجتمع مع فصلها خلال شهر أغسطس 1996، مع التركيز على المخاطر الصحية المرتبطة بختان الإناث. تم تصميم برنامج تمكين المجتمع بحيث لا يصدر حكمًا على هذه الممارسة القديمة، ولكن ببساطة لإبلاغ السكان بكل من المخاطر القصيرة والطويلة الأجل المرتبطة بالعملية. لتسهيل تبادل الأفكار في الوحدات المختلفة بشكل متكرر، يتم استخدام أساليب الاتصال التقليدية والفنون الأفريقية، مثل المسرح، بشكل متكرر. ديوب تروي القصة:
في البداية، لم تكن النساء متأكدات تمامًا من رغبتهن في ممارسة مسرحية تستند إلى قصة بوليل. لقد احتفظنا باسم الفتاة نفسها. كونها اسم بولار، كانت الأفكار هي عدم توريط بامباراس في المأساة، والتي ربما ساعدت. قامت النساء بتكييف القصة في مسرحية وقاموا بتمثيلها، لكنهم يرفضون مناقشتها بعد ذلك. واصلت طرح الأسئلة عليهم، لا أحد يريد الرد. كانت المناقشات حتى الآن حية للغاية. تساءلت: لماذا رفضوا مناقشة الموضوع؟ هل كان ذلك لأنني لست مختونة؟
كررنا الجلسة ثلاث مرات. بعد الثالث، بدأوا، بشكل خجول، في الحديث، وبدأت وجوههم تتلألأ. قالوا إنهم أعجبوا بالممارسة القديمة ويحترمونها بسبب التقاليد المرتبطة بها، ولأن كل من الرجال والزعماء الدينيين توقعوها من النساء. ومع ذلك، فإن تدريبهم على الحقوق الشخصية يجعلهم يفهمون أن لهم الحق في أن يتمتعوا بصحة جيدة، وأن لديهم أيضًا الحق في التعبير عن أنفسهم وإبداء آرائهم. لم يكن لدى النساء أي معرفة بهذه الحقوق مسبقًا ولم يتحدثن مطلقًا عن ختان الإناث.
أخيرًا، وصلنا إلى النقطة التي تحدثنا فيها كثيرًا معًا. قررت النساء التحدث عن الآثار الضارة على صحة المرأة الناجمة عن هذه الممارسة مع «أخواتهم بالتبني» [أحد مكونات برنامج تمكين المجتمع] وكذلك مع أزواجهن....
لقد مارسوا دورهم في المجتمعات المجاورة الأخرى وقرروا إشراك نساء هذه المجتمعات في مناقشاتهم.
استمرت المشاركات من النساء خلال الأشهر التالية في مناقشة الموضوع بمفردهن، خارج الفصل الدراسي. كما ذكرت أعلاه ديوب، حدثت ظاهرة غريبة في شكل منهجية تقدمية لمعالجة الموضوع: "تم تنظيم المناقشات في دوائر متحدة المركز. بدأت النساء في فصلهن. توسعت الدائرة مع شقيقاتهم بالتبني وتم إحضار الأزواج إلى الحظيرة، وبعد ذلك شيئًا فشيئًا، أصبحت دائرة المعرفة والثقة والشجاعة أكبر ".
خلال هذه العملية، اتصلت النساء بالإمام المحلي لرأيه. وللمفاجأة، أخبرهم أنه على عكس إيمانهم، لم يكن هناك فقرة في القرآن تدعم ممارسة تشويه الأعضاء التناسلية الأنثوية. مسلحين بهذه المعلومات، واصلوا الخطاب باستخدام الحجج القائمة على معرفتهم بالمخاطر الصحية المرتبطة بها، ونقص الدعم الديني، وحقيقة أن ختان الإناث ينتهك حقوق الإنسان الأساسية مثل الحق في الصحة والسلامة الجسدية. بحلول يونيو 1997، اتخذ المجتمع بشكل جماعي قرارًا بعدم تنظيم أي احتفالات أخرى بختان الإناث: ومنذ ذلك الحين، لن يتم فرض ختان الإناث على بنات ماليكوندا بامبارا.

### ردود الفعل الفورية
علم منسق توستان المحلي مالك غيي بالقرار في وقت لاحق من هذا الأسبوع وشرع في إبلاغ مولي ميلتشينغ وغيره في مقر توستان بالأنباء المذهلة. تم اتخاذ القرار بنشر الإعلان ومحاولة بدء حوار وطني حول هذا الموضوع. كان حدث 31 يوليو 1997 هو الدافع وراء مجموعة من المقالات الصحفية والمقابلات الإذاعية التي أجبرت فيها نساء ماليكوندا بامبارا على الدفاع عن قرارهن. عارض الكثيرون الإعلان باعتباره التخلي عن التقاليد الخاضعة للنفوذ الغربي؛ واجهت النساء استخدام معرفتهن بحقوق الإنسان العالمية، بدعوى الممارسة التي أعاقت التنمية الأفريقية وكانت إهانة لحقوق النساء والأطفال. على الرغم من الضجة، إلا أن جدالهم كان له صدى بين المجتمعات الأخرى، وبدأت حركة التخلي عن تشويه الأعضاء التناسلية الأنثوية في السنغال.

## تأثير القرار
كان للإعلان العام الصادر في 31 يوليو آثار فورية، خاصة في المجتمعات المحيطة. بينما عبر البعض عن غضبهم، شارك آخرون أيضًا في برنامج توستان وأرادوا دعم قرار ماليكوندا بامبرا.

### إعلان نجورين بامبارا
اتبعت نساء نجورين بامبارا نفس النموذج الذي اتبعته نساء ماليكوندا بامبارا، حيث طبقت نفس «إستراتيجية الإجماع المجتمعي على ثلاثة مستويات: الجنس والأسرة والقرية». كانت هناك صحفية ومصورة من الصحيفة الفرنسية بوينت دي فو. في 6 نوفمبر، 1997 عندما أعلنت القائمة بختان الإناث في القرية أنها توقفت عن إجراء العملية بعد أن علمت أن العديد من المشكلات الصحية يمكن أن ترتبط مباشرة بختان الإناث.

### الدعم الرئاسي
بعد هذين الإعلانين العلنيين، ألقى الرئيس عبده ضيوف دعمه للحركة خلال خطابه أمام المؤتمر الثالث والثلاثين للاتحاد الدولي لحقوق الإنسان، المنعقد في داكار في 20 نوفمبر 1997، حيث ذكر ما يلي:
من يقول «حقوق الإنسان» يجب أن يتحدث بالضرورة عن حقوق المرأة أيضًا. أنا مقتنع بأنه في هذا المجال، يمكننا إحراز تقدم على قدم المساواة. وضعت وزيرة المرأة والطفل والأسرة خطة عمل يجب أن نطرحها دون مزيد من التأخير. كما أشارت مجموعة من البرلمانيات إلى ضرورة تعديل قوانيننا من أجل تعزيز المساواة بين الجنسين في مجالات مختلفة مثل المالية والخدمات الاجتماعية وحقوق العمال وقانون الأسرة.
أخيرًا، يجب أن نكافح بشدة ضد ختان الإناث. لا شك في أن القانون ضروري لإظهار أن الحكومة متورطة في هذا الصراع. لكن على وجه الخصوص، من الضروري أن تعمل المنظمات الحكومية وغير الحكومية معًا لإقناع الجمهور بأن هذه الممارسة تشكل خطراً على صحة المرأة. غالبًا ما يؤدي قطع الأعضاء التناسلية الأنثوية إلى نزيف الدم والتهابات وحتى الموت. اليوم، لم يعد هناك ما يبرر هذا التقليد.
في هذا الصدد، يستحق مثال ماليكوندا بامبارا إشارة خاصة. في هذه القرية السنغالية، أدركت النساء أخطار هذه الممارسة وبدأت حواراً مع أزواجهن والإمام وزعيم القرية. بقرار جماعي، قرر المجتمع أن ختان الإناث لن يحدث مرة أخرى في قريتهم.
واليوم، أدعو جميع السنغاليين رسميًا إلى يمين ماليكوندا بامبارا أن يزدهر في كل السنغال. أطلب منك تنظيم نقاش ختان الإناث في كل قرية، وأن يدرك كل منهم أن الوقت قد حان لتغيير هذه الممارسات القديمة.
في أوائل العام التالي وبدعم رئاسي، أقر البرلمان إجراءً يحظر ختان الإناث في السنغال.

### إعلان ديابوجو
بقيادة الإمام ديمبا ديوارا من كور سيمبارا، انضم 50 ممثلاً عن 11 قرية (كور سيمبارا، باجانا، مدينا فجال، ديابوغو، بوبكر، سامبا ديا، فجال، سويديان، كوبونغوي، سامب ديالو وسورابوغو) يمثلون أكثر من 8000 شخص نجيوريجني بامبرا في تخليها عن ختان الإناث في 15 فبراير 1998. قدمت ديوارا ملاحظة مهمة - تزاوجت النساء والرجال من القرى في كثير من الأحيان، وإذا تم التخلي عن اتفاقية ختان الإناث فقط في قرى منعزلة، لن تتمكن النساء غير المقيدات في هذه القرى من إيجاد الأزواج المناسبون.
بعد ذلك بفترة وجيزة، السيدة الأولى للولايات المتحدة هيلاري كلينتون، برفقة زوجها في زيارة رسمية للدولة حيث استقبلت وفداً من النساء من ماليكوندا بامبارا، وكور سيمبارا، ونيجيرين بامبارا في 2 أبريل / نيسان 1998. جلب هذا الاجتماع زوبعة من الاهتمام الدولي للحركة لإنهاء ختان الإناث؛ إعلان ديابوجو «صادق، إلى حد ما، على إعلان ماليكوندا بامبارا ووعد بالتقدم في المستقبل.»

## الذكرى الثانوية العاشرة
شهد 5 أغسطس 2007 الاحتفال بالذكرى العاشرة للإعلان في ماليكوندا بامبرا. "احتفل الآلاف من الأفارقة من أربعة بلدان بالحدث التاريخي وأعلنوا عن حملة مدتها خمس سنوات للتخلي التام عن ختان الإناث في السنغال وتخفيض كبير في الدول الأفريقية الأخرى. وكان من بين المشاركين مشاركون في إعلان 3 ديسمبر 2006 في لاليا، غينيا.
تقارير الذكرة العاشرة:
- Villagers ending female genital cutting
- Molly Melching & the Women of Senegal نسخة محفوظة 5 سبتمبر 2009 على موقع واي باك مشين.
- UNICEF video of the 10th anniversary of the declaration of Malicounda Bambara نسخة محفوظة 5 سبتمبر 2009 على موقع واي باك مشين.

وفقًا لتوستان، اعتبارًا من أكتوبر 2013، أعلنت أكثر من 5600 من المجتمعات السنغالية التي كانت تمارس ختان الإناث سابقًا عن هذه الممارسة. ومع اعتراف منظمة الصحة العالمية كنموذج لأفضل الممارسات لمعالجة تشويه الأعضاء التناسلية الأنثوية واعتمدته حكومة السنغال كنموذج لـ «خطة العمل الوطنية للتخلي عن ختان الإناث 2009-2015»، يستمر برنامج توستان في الازدهار. في أعقاب انتشار برنامج التمكين المجتمعي والحركة الناتجة عن التغيير التي قادها المجتمع المحلي، واعتبارًا من أكتوبر 2013، شارك مجموعة من 6,778 مجتمعًا في الإعلانات العامة الملتزمة بالتخلي عن ختان الإناث في جيبوتي وغينيا وغينيا بيساو ومالي، موريتانيا والسنغال والصومال وغامبيا.